# Bell 412
El Bell 412 es un helicóptero utilitario bimotor construido por Bell Helicopter Textron. Fue desarrollado a partir del modelo Bell 212. La mayor diferencia entre ambos es que el modelo 412 tiene cuatro palas en el rotor principal y el modelo 212 tiene solo dos.

## Desarrollo
El desarrollo se inició a finales de la década de los 70 cuando dos Bell 212 fueron convertidos en prototipos del 412. Se reemplazó el rotor de dos palas de los 212 por un avanzado rotor de cuatro palas con menor diámetro. Cada pala está construida con fibra de vidrio con estructura en panal de abeja tipo Nomex, y dispone de una banda de titanio resistente a la abrasión en el borde de ataque y una red pararrayos incluida en la estructura. La cabeza del rotor, también de nuevo diseño, está construida en una estructura de acero y aleación ligera, y dispone de cojinetes y amortiguadores elastoméricos.
Uno de los prototipos del Bell 412 voló por primera vez en agosto de 1979. El modelo inicial fue certificado en enero de 1981, mes en el que también empezaron las primeras entregas.
El modelo 412 fue seguido por el 412SP (Special Performance) versión que tenía mayor capacidad de combustible, mayor peso al despegue y un arreglo de asientos con mayor capacidad. En 1991, el 412HP (High Performance) fue una variante que mejoró la transmisión, reemplazando así a la versión SP. La versión actual de producción es la 412EP (Enhanced Performance), la cual está equipada con un sistema de control automático dual digital.
Se han construido más de 700 helicópteros del modelo 412 (incluyendo 260 fabricados por AgustaWestland).

## Versiones

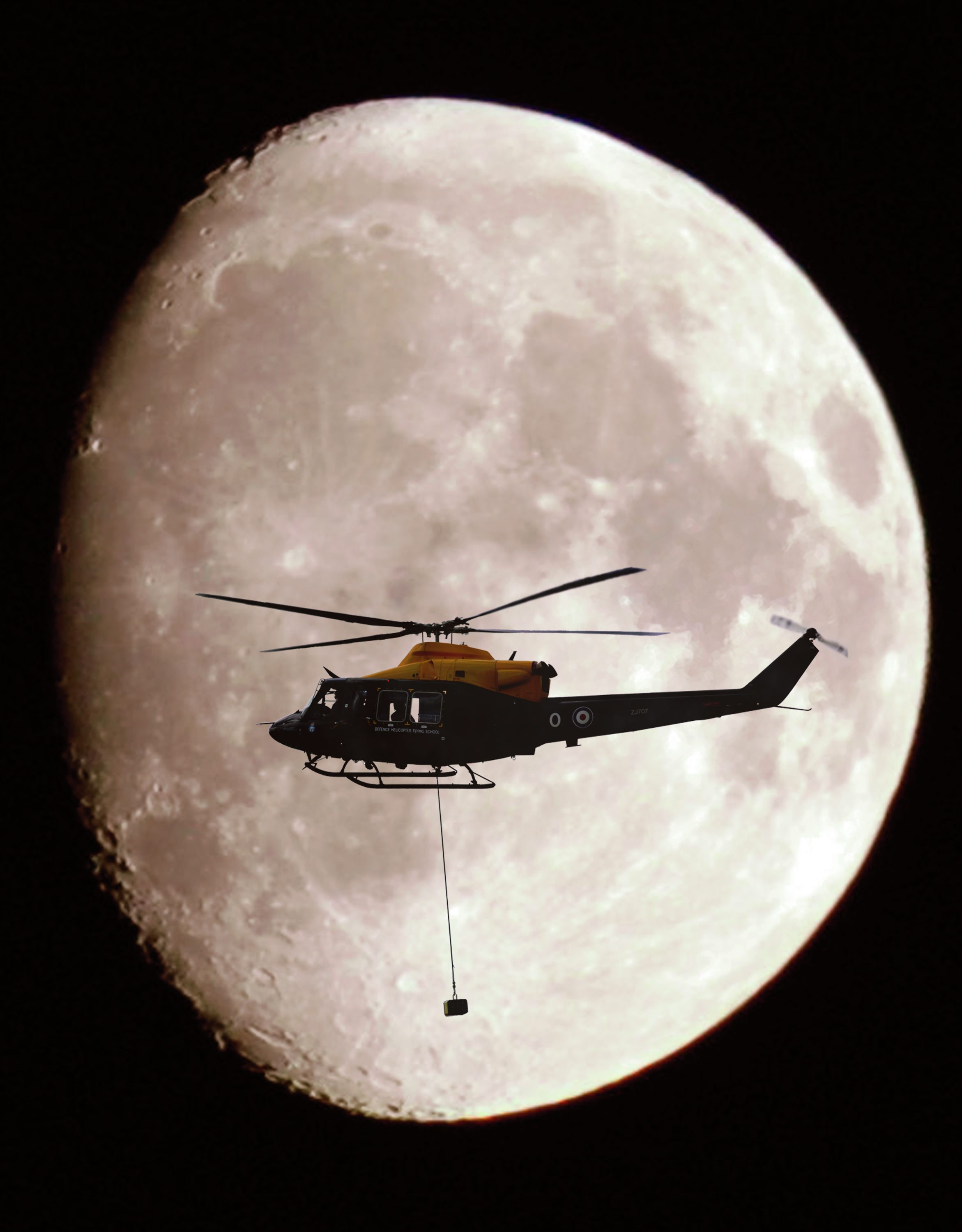
Versión Griffin HT1 de entrenamiento en la RAF, transportando una carga.

Bell 412
Helicóptero utilitario de transporte, versión estándar con motores P&WC PT6T-3B.
Bell 412SP
Versión Special Performance con motores P&WC PT6T-3BF.
Bell 412HP
Versión High Performance con motores P&WC PT6T-3BG o -3D.
Bell 412EP
Versión mejorada Enhanced Performance con motores P&WC PT6T-3DF.
Bell 412EPI
Versión de cabina de cristal con motores P&WC PT6T-9 controlados electrónicamente.
Bell 412CF (CH-146 Griffon)
Transporte utilitario personalizado para las Fuerzas Canadienses, basados en el 412EP, 100 construidos.
Bell Griffin HT1
Helicóptero de entrenamiento avanzado basado en el Bell 412EP operado por la Royal Air Force desde 1997 como entrenador avanzado. Operado por la Defence Helicopter Flying School en RAF Shawbury y la Search and Rescue Training Unit en RAF Valley.
Bell Griffin HAR2
Helicóptero de búsqueda y rescate basado en el Bell 412EP, operado por el No. 84 Squadron RAF desde 2003 en RAF Akrotiri en Chipre.
Agusta-Bell AB 412
Versión civil de transporte, construido bajo licencia en Italia por Agusta.
Agusta-Bell AB 412EP
Versión construida en Italia del Bell 412EP.
Agusta-Bell AB 412 Grifone
Versión militar construida en Italia bajo licencia por Agusta.
Agusta-Bell AB 412 CRESO
Versión militar construida en Italia, que cuenta con un radar de vigilancia terrestre.
NBell 412
Bell 412 construido bajo licencia por IPTN.
Panha 412EP
Versión sin licencia iraní de ingeniería inversa del AB 412EP, que ha sido utilizada por los militares iraníes. Cuatro unidades de esta variante fueron presentadas el 8 de octubre de 2016 por Red Crescent of Iran.

## Operadores

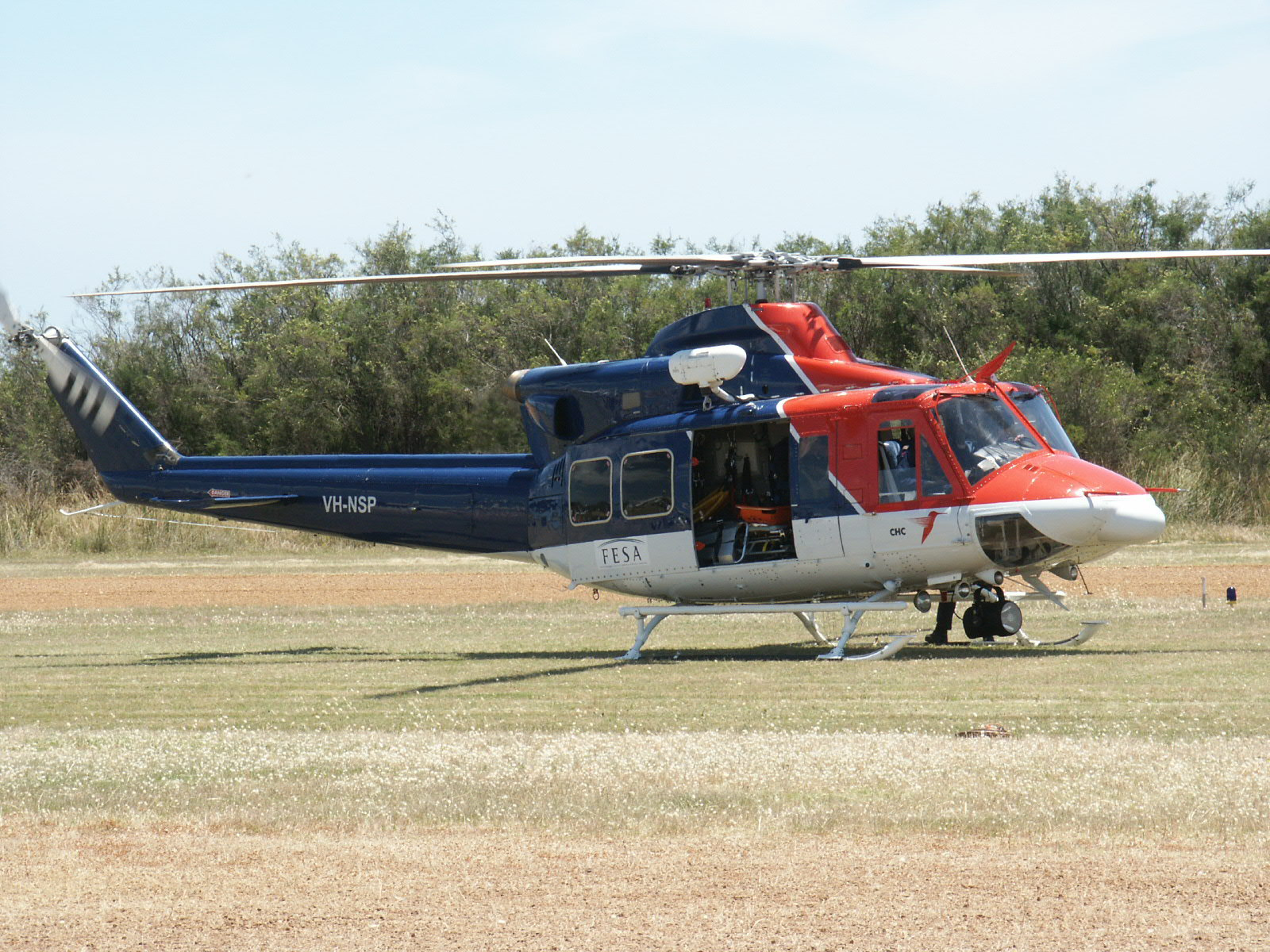
Bell 412 de la Autoridad de Servicios de Emergencias de Australia Occidental operado por CHC Helicopter.

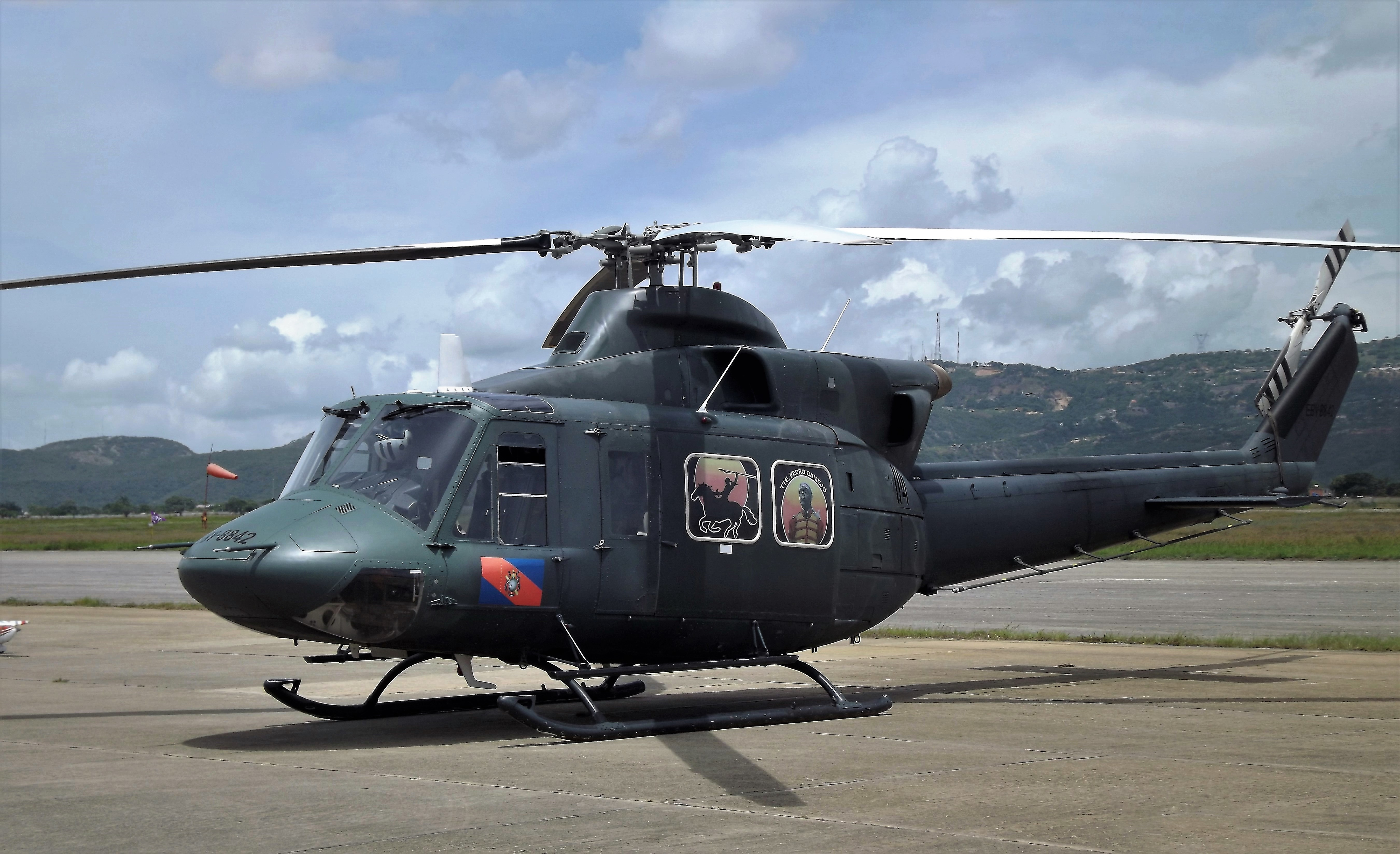
Bell 412 SP de la Aviación del Ejército Libertador (Venezuela).

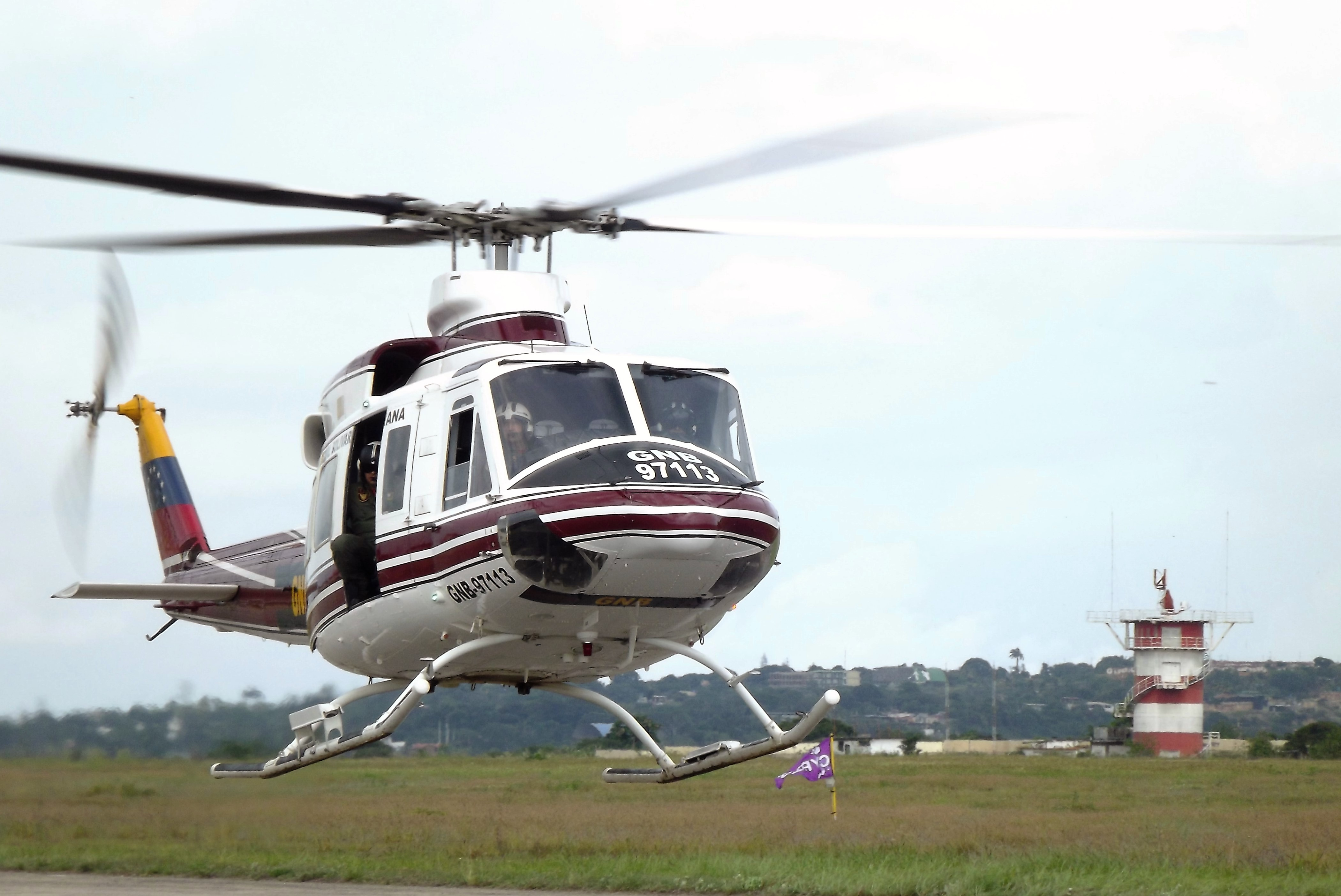
Bell-412EP del Comando Aéreo de la Guardia Nacional de Venezuela.

### Militares
Arabia Saudita
 Argentina
- Fuerza Aérea Argentina: cuenta con 6 Bell 412 EP, dos adquiridos en 2013 y cuatro en 2018; fue adquirido en un proyecto para reemplazar al veterano 212 en la FAA activo desde 1978.[4][5][6]

 Baréin
 Bangladés
 Botsuana
- Fuerzas de Defensa de Botsuana: 7 Modelo 412 SP adquiridos en 1988.[8]

 Canadá
- Real Fuerza Aérea Canadiense: 100 unidades del Modelo 412CF aproximadamente, adquirido inicialmente en 1995, fueron construidos localmente y reemplazaron a la flota de CH-118 Iroquois, CH-135 Twin Huey y el CH-136 Kiowa.[9]

 Chile
- Fuerza Aérea de Chile: 17 unidades, adquirido en el año 2000.[10]
- Armada de Chile: 1 unidad entre 2001 y 2006 en el Escuadrón de Helicópteros de Propósitos Generales.[11]

 Colombia
- Armada Nacional de Colombia: 8 unidades, primer lote de 4 unidades de segunda mano y re-acondicionado por Israel Aircraft Industries comprado en 1998; segundo lote de 4 Modelo 412 EP adquirido en 2014.[12]
- Fuerza Aérea Colombiana: 4 unidades adquiridas, inicialmente en 1984, para transporte vip.[13]

 Corea del Sur
 Ecuador10 unidades.
 El Salvador
 Emiratos Árabes Unidos
- Fuerza Aérea de los Emiratos Árabes Unidos 2 entre 2006 y 2008.[14]

 Eslovaquia
 Eslovenia
 Filipinas
- Fuerza Aérea de Filipinas: 12 Modelo 412 EP y 3 Modelo 412 HP.[15]

 Finlandia
 Ghana
 Guatemala
- Fuerza Aérea Guatemalteca: Dispone de 4 unidades dos modelo 412 EP, modernizados en el 2021, y dos modelo EPX adquiridos en 2022.[16]

 Guyana
- Fuerza de Defensa de Guayana: 1 unidad desde 1981.[17]

 Honduras
- Fuerza Aérea Hondureña: 10 Bell 412 SP y 1 EP, adquirido en 1986.[18]

 Indonesia
 Italia
 Jamaica
 Lesoto
 México
- Fuerza Aérea Mexicana: 13 Bell 412 EP, adquiridos en distintos lotes en 2003, 2009 y 2010.[19]

 Nigeria
- Fuerza Aérea Nigeriana: 2 Bell 412 EP adquiridos en 2017.[20]

 Noruega
 Países Bajos
 Pakistán
- Ejército de Pakistán: 32 Bell 412 EP, adquirido en 2003 inicialmente.[21]

 Panamá
- Servicio Nacional Aeronaval: 3 Modelo 412 EP adquiridos entre 2008 y 2011, un Bell 412 que tuvo entre 1985 y 1988 proveniente de la Fuerza Aérea.[22]

 Perú
- Marina de Guerra del Perú: 3 AB-412 SP adquiridos a la Real Fuerza Aérea de los Países Bajos en 2015.
- Fuerza Aérea del Perú: 2 Bell 412EP.

 Polonia
 Reino Unido
- Real Fuerza Aérea Británica: 15 unidades Modelo 412 EP, empleados en entrenamiento y desplegados en misiones de paz.[23]

 República Checa
 República Dominicana
 Sri Lanka
 Suecia
 Tailandia
- Real Fuerza Aérea Tailandesa: Bell 412 adquirido en 1982, modelo 412 SP adquirido en 1991 y modelo EP adquirido en 2003; en total adquirió 13 helicópteros.[24]

 Uruguay
- Aviación Naval de Uruguay: 2 unidades en 2020 y 2021. Las unidades pertenecían a la Guardia Costera Italiana.

 Uganda
- Fuerza Aérea de Uganda: 3 unidades entre 1985 y 1988.[25]

 Venezuela
- Ejército de Venezuela: 10 Modelo 412 EP y dos SP.[26]
- Armada de Venezuela: 8 Modelo 412EP, en servicio desde 1999.[27]
- Aviación Militar Bolivariana: 2 unidades entre 1981 y 2001.[28]
- Guardia Nacional de Venezuela: Modelos 412SP y 412EP en servicio.

 Zimbabue

### Gubernamentales
Argentina
- Dirección General de Aviación Civil - Gobernación de la Provincia de Salta

 Australia
- Westpac Life Saver Rescue Helicopter Service
- Autoridad de Servicios de Bomberos y Emergencias de Australia Occidental

 Brasil
- Policía Federal del Brasil

 Colombia
- Gobernación de Antioquia
- Policía Nacional

 España
- Salvamento Marítimo
- Servicio de Guardacostas de Galicia (retirado en 1999)
- Grupo de Emergencias y Salvamento del Gobierno de Canarias
- Grupo de Rescate Helitransportado del Gobierno de Cantabria
- Grupo de Rescate Bomberos Diputación Alicante

 Estados Unidos
- Departamento de Energía
- Policía de Parques de los Estados Unidos
- Departameto de Bomberos de la ciudad de Los Ángeles
- Departamento de Bomberos del condado de Los Ángeles
- Departamento de Policía de Nueva York
- Departamento de Bomberos del condado de Miami-Dade
- Academi

 Finlandia
- Guardia de Fronteras de Finlandia

 México
- Policía Federal
- PGR

 Turquía
- Guardia Costera de Turquía

## Especificaciones (412EP)
Referencia datos: International Directory of Civil Aircraft, Bell 412EP Product Specifications

### Características generales
- Tripulación: Dos (pilotos)
- Capacidad: Hasta 13 pasajeros, carga máxima externa de 3000 kg
- Longitud: 17,1 m (56,1 ft)
- Diámetro rotor principal: 14 m (45,9 ft)
- Altura: 4,6 m (15,1 ft)
- Área circular: 154,4 m² (1662 ft²)
- Peso vacío: 3079 kg (6786,1 lb)
- Peso máximo al despegue: 5397 kg (11 895 lb)
- Planta motriz: 2× turboeje Pratt & Whitney Canada PT6T-3D o PT6T-3DF Twin-Pac.
  - Potencia: 932 kW (1285 HP; 1267 CV) cada uno.

### Rendimiento
- Velocidad nunca excedida (Vne): 259 km/h (161 MPH; 140 kt)
- Velocidad crucero (Vc): 226 km/h (140 MPH; 122 kt)
- Alcance: 980 km (529 nmi; 609 mi)
- Techo de vuelo: 6096 m (20 000 ft)
- Régimen de ascenso: 6,9 m/s (1350 ft/min)
- Potencia/peso: 437 W/kg (0,2663 hp/lb)

## Especificaciones (412EPI)
Referencia datos: Página oficial de Bell 

### Características generales
- Tripulación: Uno (piloto)
- Capacidad: Hasta 14 pasajeros, carga máxima externa de 2041 kg
- Longitud: 17,1 m (56,1 ft)
- Diámetro rotor principal: 14 m (45,9 ft)
- Altura: 3,5 m (11,5 ft)
- Área circular: 154,4 m² (1662 ft²)
- Peso vacío: 3207 kg (7068,2 lb)
- Peso útil: 2191 kg (4829 lb)
- Peso máximo al despegue: 5398 kg (11 897,2 lb)
- Planta motriz: 2× turboeje Pratt & Whitney PT6T-9 Twin-Pac.
  - Potencia: 828 kW (1142 HP; 1126 CV) cada uno.
- Diámetro rotor secundario: 2,6 m

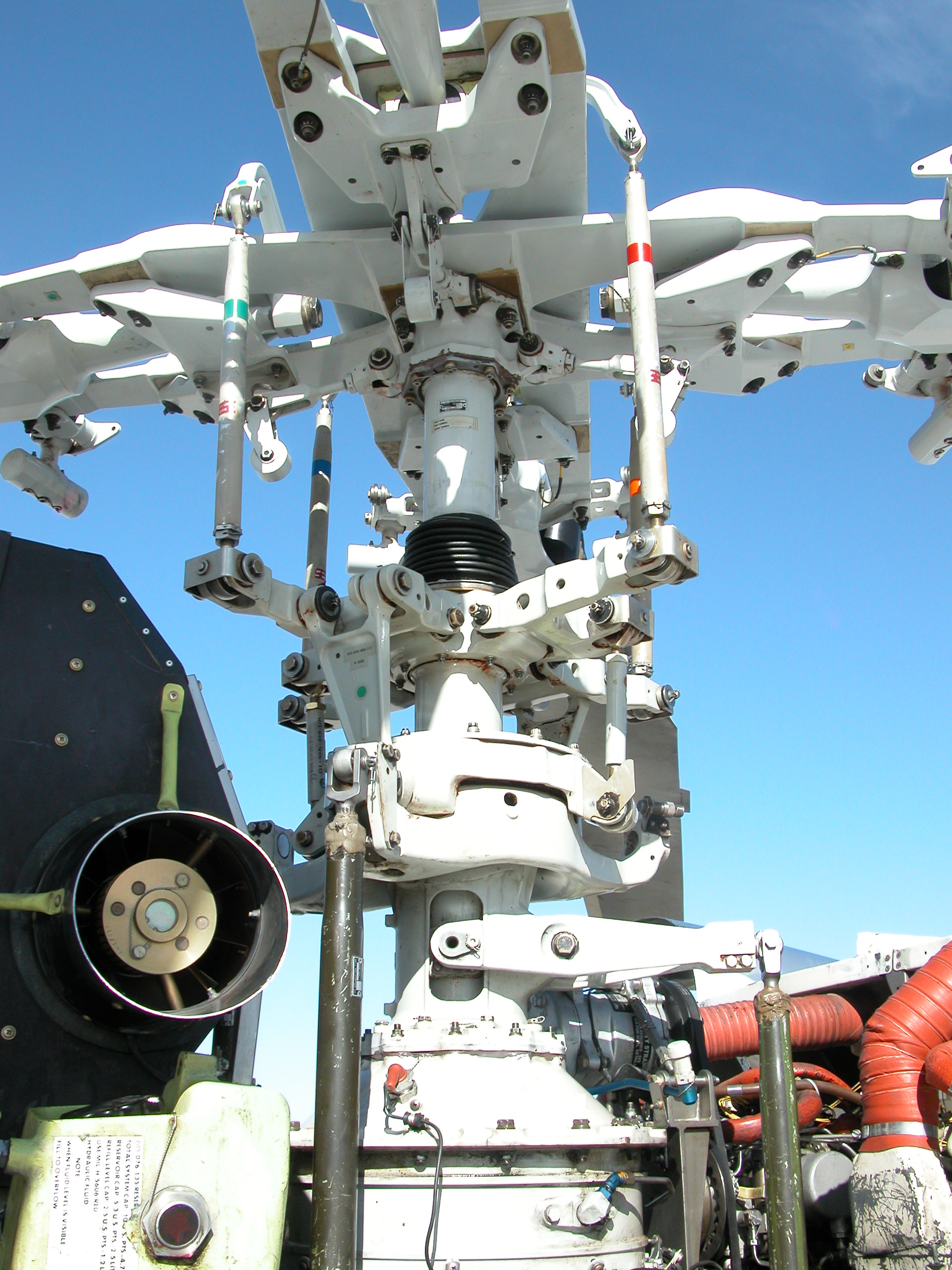
Rotor y transmisión de un Bell 412.

- Velocidad de rotación del rotor principal: 314 rpm

### Rendimiento
- Velocidad máxima operativa (Vno): 259 km/h (161 MPH; 140 kt)
- Velocidad crucero (Vc): 230 km/h (143 MPH; 124 kt)
- Alcance: 672 km (363 nmi; 418 mi)
- Techo de vuelo: 4974 m (16 319 ft)

## Aeronaves relacionadas

### Desarrollos relacionados
- CH-146 Griffon
- Bell 212
- Bell 214
- UH-1 Iroquois
- UH-1N Twin Huey
- UH-1Y Venom

### Secuencias de designación
- Secuencia Numérica (interna de Bell): ← 400 - 407 - 409 - 412 - 417 - 427 - 429 →
- Secuencia C_-_ (Aeronaves de las Fuerzas Canadienses, 1968-presente): ← CH-143 - CC-144/CE-144 - CT-145 - CH-146 - CH-147 - CH-148 - CH-149 →
- Secuencia de designación de aeronaves de las Fuerzas Armadas Italianas: ← C-319 - T-339 - T-346 - H-412 - H-500 - KC-707 - KC-767 →